# Correguaje
Coreguaje (Koreguaje, Correguaje, Korebaju, Coreguaxe, Ko'reuaju Sami sebe nazivaju Kho'rewahɨ), jedno od značajnijih plemena porodice Tucanoan naseljeno u šumama uz rijeke Orteguaza 
i Caquetá u kolumbijskim departmanima Caquetá i Putumayo. Populacija iznosi preko 2,200 s Tama Indijancima koji danas govore coreguaje jezikom.
Ekonomija Coreguaja temelji se na lovu i ribolovu i sakupljanju, kao i uzgoju kultura kišne šume kao što su manioka, chontaduro, banana, kukuruz i drugo. Kultura im je tipična za tamošnja plemena, uključujući kolektivnu kuću poznatu kao maloka i yuruparí kao najvažniju svečanost. 

## Vanjske poveznice
- Etnias de Colombia: Coreguaje  Arhivirana inačica izvorne stranice od 16. ožujka 2009. (Wayback Machine)